# Quận Benton, Tennessee
Quận Benton là một quận thuộc tiểu bang Tennessee, Hoa Kỳ.
Quận này được đặt tên theo. Theo điều tra dân số của Cục điều tra dân số Hoa Kỳ năm 2000, quận có dân số người, ước tính dân số năm 2005 là 16.467 người. Quận lỵ đóng ở Camden6.

## Địa lý
Theo Cục điều tra dân số Hoa Kỳ, quận có diện tích 436 dặm vuông Anh (1.129,2 km2), trong đó có 41 dặm vuông Anh (106,2 km2) là diện tích mặt nước.